# 168 a.C.
Il 168 a.C. (CLXVIII a.C. in numeri romani) è un anno  del II secolo a.C.

## Eventi
- 21 giugno – Eclissi lunare la notte prima della battaglia di Pidna: secondo Livio questa sarebbe accaduta la notte tra il 4 e il 5 settembre, notizia che dimostra come il calendario romano flaviano (pre-giuliano) fosse avanti di più di due mesi nel 168 a.C.
- 22 giugno – Battaglia di Pidna: il console Lucio Emilio Paolo Macedonico sconfigge il re Perseo di Macedonia.
- Sotto il regno di Antioco IV, il Tempio di Gerusalemme è sconsacrato, gli Ebrei sono massacrati e l'ebraismo è messo fuorilegge.

## Morti
- Arsace IV, sovrano
- Cecilio Stazio, commediografo romano (n. 230 a.C.)